# Ариевые
А́риевые (лат. Ariidae) — семейство лучепёрых рыб из отряда сомообразных. Обитают преимущественно в прибрежных (до глубины 100 м) тропических, субтропических и умеренных водах Мирового океана. Многие виды заходят в опреснённые эстуарии и устья рек, а некоторые виды обитают исключительно в пресной воде. Ведут одиночный или стайный образ жизни. Самцы вынашивают икру во рту.
Хвостовой плавник сильно вильчатый, имеется жировой плавник, в анальном плавнике 14—40 мягких лучей. Первые лучи спинного и грудных плавников представляют собой колючку, часто ядовитую. Усиков обычно три пары, редко две.

## Систематика
Семейство включает в себя 21—26 родов и примерно 130—150 видов:

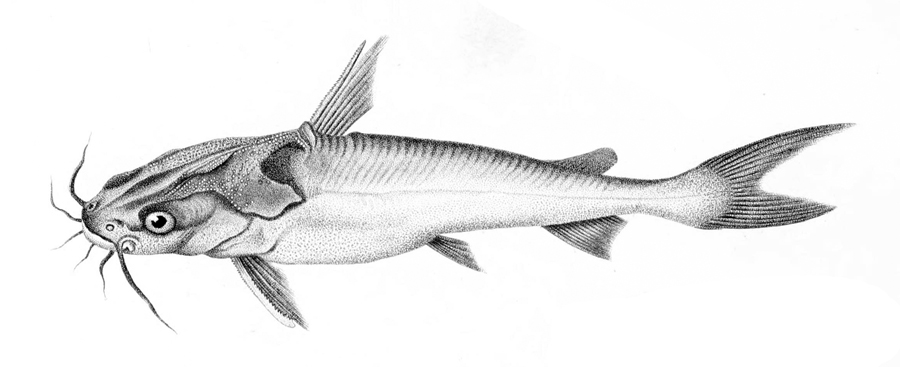
Genidens genidens

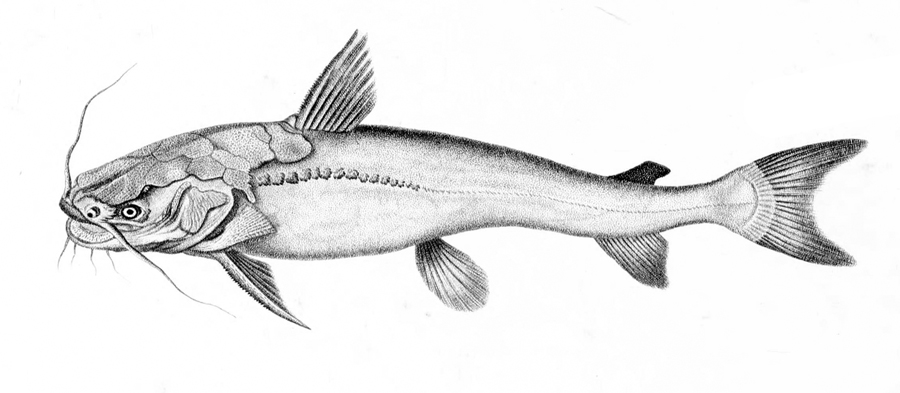
Hexanematichthys sagor

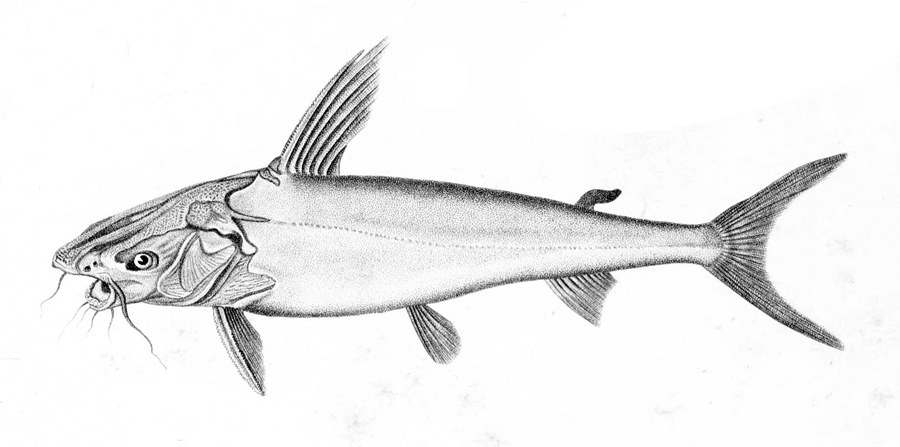
Netuma thalassina

- Amissidens Kailola, 2004
- Ariopsis (fish) Gill, 1861
- Arius Valenciennes, 1840
- Aspistor Jordan & Evermann, 1898
- Bagre Cloquet, 1816
- Batrachocephalus Bleeker, 1846
- Brustiarius
- Carlarius
- Cathorops
- Cephalocassis
- Cinetodus
- Cochlefelis
- Cryptarius
- Galeichthys
- Genidens
- Hemiarius
- Hexanematichthys
- Ketengus
- Nedystoma
- Nemapteryx
- Neoarius
- Netuma
- Notarius
- Occidentarius
- Osteogeneiosus
- Plicofollis
- Potamarius
- Potamosilurus
- Sciades